# Union Hill–Novelty Hill
Union Hill–Novelty Hill az Amerikai Egyesült Államok északnyugati részén, Washington állam King megyéjében elhelyezkedő statisztikai település. A 2010. évi népszámlálási adatok alapján 18 805 lakosa van.

## Népesség
A település népességének változása:
| Lakosok száma | 11 265 | 18 805 | 22 683 |
|               | 2000   | 2010   | 2020   |